# The Tale of Sweeney Todd
The Tale of Sweeney Todd (pt / br: O Barbeiro de Londres) é um telefilme estadunidense de 1998, dos gêneros musical e suspense, dirigido por John Schlesinger e baseado no musical da Broadway, Sweeney Todd.

## Sinopse
Na Londres vitoriana, o assassino Sweeney Todd vende as joias de suas vítimas e despacha o corpo para sua cúmplice, Sra. Lovett, que fabrica asquerosas tortas de cadáver humano. Ben Carlyle chega à cidade em busca de Alfred Mannheim e das joias que este havia lhe vendido. Carlyle é advertido de que Mannheim havia desaparecido semanas antes e decide espalhar cartazes pela cidade à sua procura. Nesta busca, Carlyle contará com a ajuda da jovem Lucy e da polícia corrupta de Londres.   

## Elenco
- Ben Kingsley .... Benjamin Baker / Sweeney Todd
- Joanna Lumley .... Mrs. Lovett
- Campbell Scott .... Ben Carlyle
- Selina Boyack .... Alice
- David Wilmot  .... Tom
- Sean Flanagan .... Charlie
- Katharine Schlesinger .... Lucy
- John Kavanagh .... Rutledge

## Premiações
Ben Kingsley foi indicado ao SAG Awards de Melhor Ator em Minissérie ou Telefilme, mas o vencedor foi Christopher Reeve pela atuação em Rear Window.